# Parallage
Parallage är ett släkte av fjärilar. Parallage ingår i familjen mätare.
Kladogram enligt Catalogue of Life:
| Parallage | \| \| Parallage diaphanata \| \| \| \| \| \| Parallage inconcinna \| \| \| \| \| \| Parallage intricata \| \| \| \| \| \| Parallage membranacea \| \| \| \| \| \| Parallage mimica \| \| \| \| |
|           | \| \| Parallage diaphanata \| \| \| \| \| \| Parallage inconcinna \| \| \| \| \| \| Parallage intricata \| \| \| \| \| \| Parallage membranacea \| \| \| \| \| \| Parallage mimica \| \| \| \| |
|           | Parallage diaphanata |
|           | |
|           | Parallage inconcinna |
|           | |
|           | Parallage intricata |
|           | |
|           | Parallage membranacea |
|           | |
|           | Parallage mimica |
|           | |